# Carlos Elguezua
Carlos Elguezua Lasuen (1898 - 1987) fue un escultor español.
Carlos Elguezua fue un relevante escultor eibarres de la primera parte del siglo XX. Realizó escultura en toda clase de materiales, madera, piedra... gustaba del retrato y de las figuras deportivas locales como pelotaris, montañeros...

## Biografía
Carlos Elguezua nació en la población guipuzcoana de Éibar en el País Vasco, España, el  3 de noviembre de 1898. Estudió dibujo con José Felipe Artamendi, Toribio Zulaica y Jacinto Olave. Con 16 años su padre, que era ebanista y quería que su hijo fuera tallista, lo envió a Vitoria a estudiar a un taller en el Campillo, cerca de la catedral.
Durante el servicio militar en Bilbao asistió a clases con el profesor Higinio de Basterra en a Escuela de Artes y Oficios.
En 1923 gana el primer premio en escultura en el "concurso de artistas noveles" de la Diputación de Guipúzcoa con una escultura del busto de su padre. En 1926 volvería a ganar y el 1928 también ganó el primer premio. En 1925 va a cursar dibujo a París.
En 1929 participa en la restauración de la Virgen del santuario de Arrate. Al comienzo de la guerra civil se fue a Roma donde encontró el ambiente propicio de estudio y facilidades para aprender.
Murió en 1987.
Algunas de sus obras se pueden ver en Éibar, estas son:
- Busto de Ignacio Zuloaga en el monumento en su honor. Monumento a Ignacio Zuloaga en Éibar.

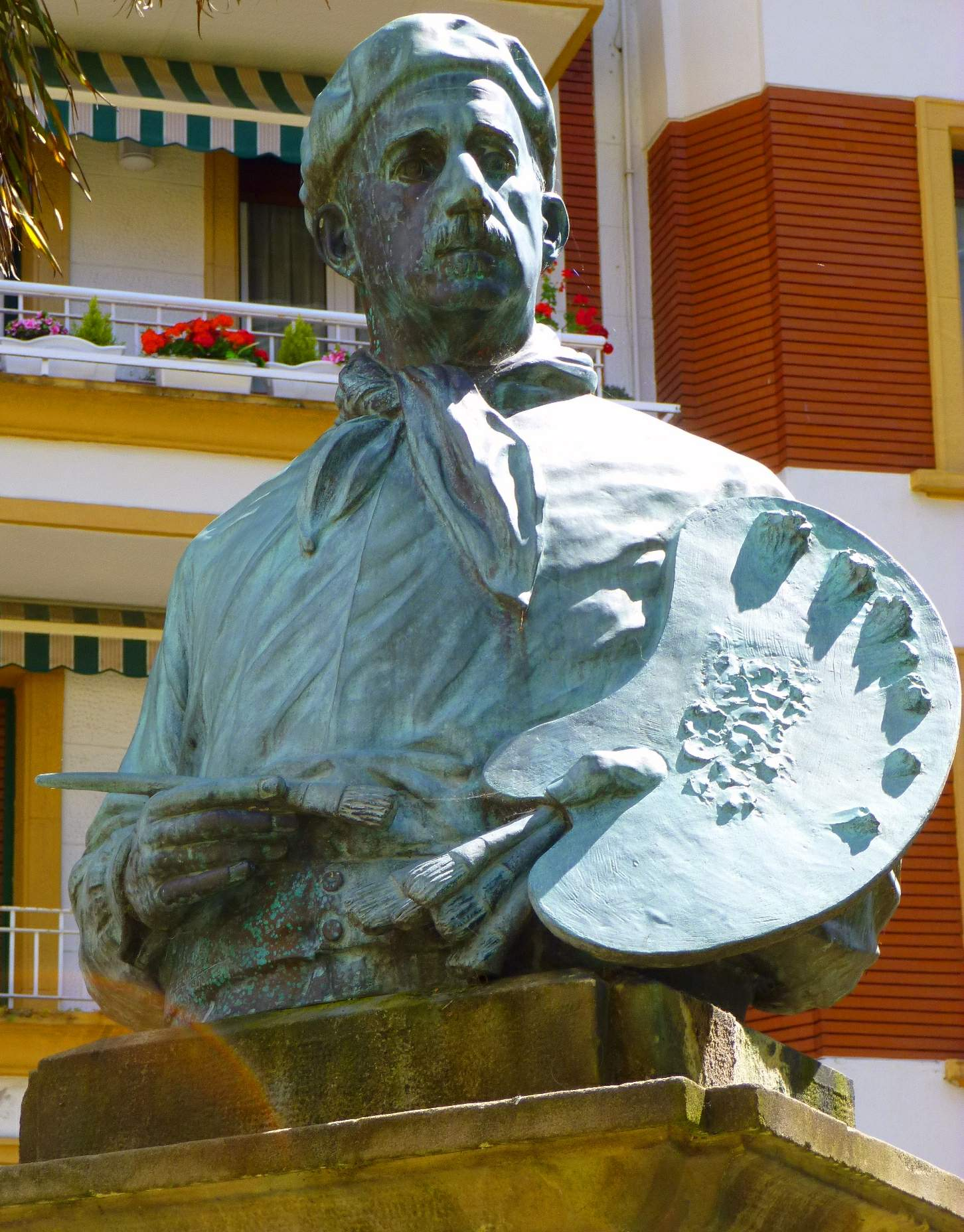
Monumento a Ignacio Zuloaga en Éibar.

- Medallón de la escultura en homenaje al doctor Niceto Muguruza. Monumento a Niceto Muguruza. Medallón obra de Carlos Elguezua

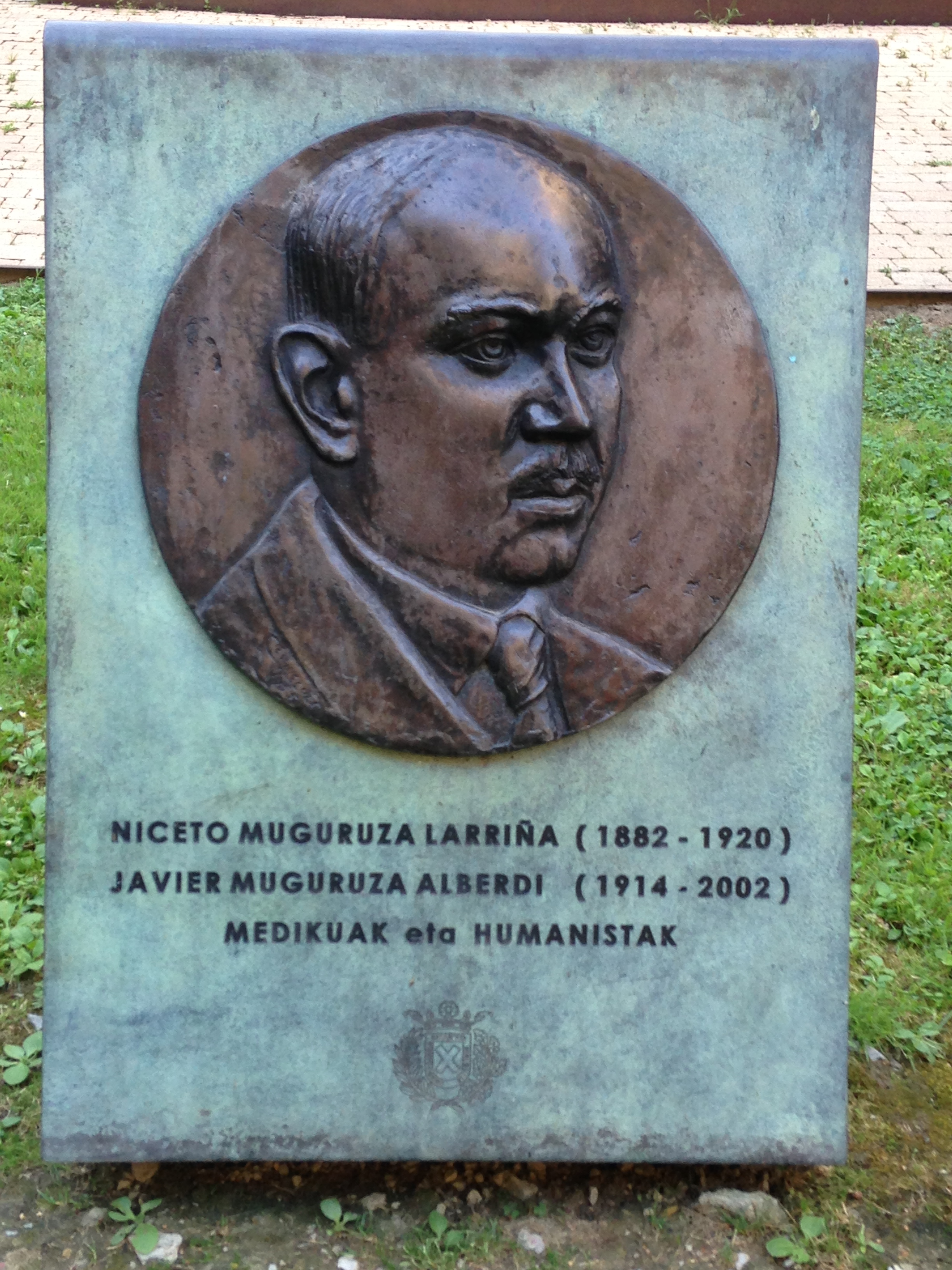
Monumento a Niceto Muguruza. Medallón obra de Carlos Elguezua

- Busto de Julian Echeverría situado en la Escuela de Armería.